# Гіпотекст
Гіпотекст — раніший, попередній текст, який служить джерелом наступної літератури або гіпертексту. Наприклад, Одіссею Гомера можна розглядати як гіпотекст для Улісса Джеймса Джойса. 
Французький теоретик Жерар Женетт визначав цей термін у такий спосіб: «Гіпертекстуальність стосується будь-яких відносин, що об'єднують текст B (який я називаю гіпертекстом) і попередній текст A (я, звичайно, називаю його гіпотекстом ), на якому ранніший текст відбивається так, що це вже не можна назвати коментарем".
Отже, гіпертекст походить від гіпотексту(ів) через процес, який Женнетт називає трансформацією (transformation), у якому текст B "викликає" текст A, не обов'язково згадуючи його безпосередньо.
Вжиток цього терміна розширюється. Наприклад, Адамчевський припускає, що Іліада використовувалася як структурний гіпотекст у Євангелії Марка . 